# غويلرمو رويز
غويلرمو رويز (بالإنجليزية: Guillermo Ruiz)‏ هو لاعب شطرنج أمريكي، ولد في 4 أبريل 1943.

## وصلات خارجية
- غويلرمو رويز على موقع مباريات الشطرنج (الإنجليزية)
- غويلرمو رويز على موقع 365Chess.com (الإنجليزية)